# Aeroporto Internacional Ottawa Macdonald-Cartier
O Aeroporto Internacional Ottawa Macdonald-Cartier é o principal aeroporto servindo a capital do Canadá, Ottawa. Localizado a dez quilômetros sul do centro da cidade, o aeroporto é o sexto mais movimentado do país, em termos de tráfego de passageiros.

## Linhas aéreas e destinações

### Passageiros
| Linha aérea        | Destinos |
| ------------------ | --- |
| Air Canada         | Calgary, Edmonton, Fort Lauderdale, Halifax, London–Heathrow, Orlando, Montréal–Trudeau, St. John's, Toronto–Pearson, Vancouver Sazonal: Cancún, Cayo Coco, Frankfurt, Holguín, Montego Bay, Providenciales, Punta Cana, Samaná, Santa Clara, Tampa, Varadero |
| Air Canada Express | Boston, Charlottetown, Fredericton, Halifax, Londres (ON), Moncton, Montréal–Trudeau, Nova York–LaGuardia, Cidade de Quebec, Toronto–Pearson, Washington–National, Winnipeg Sazonal: Regina, Saskatoon                                                        |
| Air North          | Whitehorse, Yellowknife |
| Air Transat        | Sazonal: Cancún, Montego Bay, Montréal–Trudeau (início em 22 de junho de 2017), Orlando, Puerto Plata, Punta Cana, Santa Clara, Varadero |
| American Eagle     | Filadélfia |
| Canadian North     | Iqaluit, Rankin Inlet, Yellowknife Frete: Miami |
| Delta Connection   | Detroit, Nova York–LaGuardia (início em 2 de abril de 2017) Sazonal: Atlanta |
| First Air          | Iqaluit |
| Porter Airlines    | Halifax, Moncton, Toronto-Billy Bishop, Thunder Bay, Windsor |
| Sunwing Airlines   | Varadero Sazonal: Cancún, Cayo Coco, Fort Lauderdale, Freeport, Holguín, Puerto Plata, Puerto Vallarta, Punta Cana, Santa Clara |
| United Express     | Chicago-O'Hare, Newark, Washington Dulles |
| WestJet            | Calgary, Toronto–Pearson, Winnipeg Sazonal: Cancún, Edmonton, Fort Lauderdale, Fort Meyers, Gatwick, Halifax, Montego Bay, Orlando, Punta Cana, St. John's, Tampa, Vancouver                                                                                  |
| WestJet Encore     | Halifax, Moncton, Toronto–Pearson |

### Carga
| Linha aérea                             | Destinos                                         |
| --------------------------------------- | ------------------------------------------------ |
| Canadian North                          | Iqaluit                                          |
| Cargojet Airways                        | Hamilton                                         |
| FedEx Express                           | Buffalo, Indianapolis, Memphis, Montréal-Mirabel |
| First Air operado pela Cargojet Airways | Iqaluit, Kuujjuaq                                |
| SkyLink Aviation                        | Montréal-Mirabel, Toronto–Pearson                |